# Frullania pallide-virens
Frullania pallide-virens là một loài Rêu trong họ Jubulaceae. Loài này được Stephani mô tả khoa học đầu tiên..